# Port lotniczy Poptun
Port lotniczy Poptun (Aeropuerto de Poptun) – port lotniczy zlokalizowany w mieście Poptun w Gwatemali.